# Salvatore Jacolino
Salvatore Jacolino (né le 24 décembre 1950 à Agrigente en Sicile) est un joueur devenu entraîneur de football italien, qui jouait en tant que milieu de terrain.

## Biographie

### Carrière de joueur
Turinois de formation, il arrive dans cette ville à l'âge d'un an et demi, puis y commence le football pour finir formé par le centre de formation de la Juventus, club avec qui il débute en Serie A le 26 avril 1970, lors d'un match contre Bari disputé à Naples (score final 2-1).
En 1970, il est vendu à Piacenza en Serie C, où il inscrit en tout 7 buts en 24 matchs. Il retourne ensuite à la Juventus avant de rejoindre le club du Ternana Calcio, avec qui il obtient une promotion en Serie A (lors de la saison 1971-72). 
Il part ensuite à Brescia (3 saisons en Serie B) puis au SPAL. Il termine sa carrière de footballeur en 1981, après trois saisons au Biellese en Serie C. 
Au total, il a joué 15 matchs en Serie A (un avec la Juventus, et 14 avec la Ternana)  et inscrit un but (lors d'un nul contre Palerme), ainsi que 146 matchs et 12 buts en Serie B.

### Carrière d'entraîneur
Après sa retraite de joueur, Jacolino entreprend une carrière d'entraîneur, prenant presque exclusivement les rênes durant sa carrière d'équipes piémontaises. 
Il commence sa carrière en 1984, lorsqu'il entre dans le secteur jeune du club qui l'a lui-même formé, la Juventus. Avec la Primavera bianconera, il remporte notamment un Campionato national, une Coppa Italia ainsi qu'un Torneo di Viareggio. Au bout de 14 ans passés au vivier juventino, il laisse sa place sur le banc bianconero à Gian Piero Gasperini, partant entraîner quelques mois l'Associazione Sportiva Viterbese Calcio de Luciano Gaucci en Serie C2 1998-99. C'est pour lui sa première expérience avec une équipe première. Jacolino est à la fin de la saison remercié alors que le club avait obtenu une promotion pour la Serie C1. Il part ensuite rejoindre le banc de l'Associazione Calcio Cuneo 1905 puis du Borgosesia Calcio lors des saisons suivantes, avant de prendre les rênes de l'équipe première de l'Unione Sportiva Ivrea Calcio, avec qui il remporta la première place de la Serie D en 2001-02, perdant ensuite la phase de barrage-promotion avec Savone, Biellese et Casal, club avec qui il remporta plus tard la Serie D 2003-2004.
Avec le Football Club Canavese, il remporte à nouveau le tournoi à la fin de la saison 2006-07, emmenant pour la première fois les blu-granata parmi les professionnels. Il s'engage alors avec l'Unione Sportiva Alessandria 1912, et les conduit à la victoire du championnat de Serie D 2007-08 à cinq journées de la fin (en même temps la troisième promotion en Serie C2 de sa carrière), les guidant en même temps en quatrième division 2008-09. Il commence une bonne phase aller, avant d'être remplacé le 20 janvier 2009 à la suite d'une série de résultats négatifs. Lors de la saison de Serie D 2009-2010, il rejoint l'Associazione Sportiva Dilettantistica Savona 1907 Foot-Ball Club, qu'il conduit de Serie D à la Lega Pro Seconda Divisione. Le 3 juin 2010, il se fait remplacer par Gennaro Ruotolo.
Lors de la saison 2010-2011, il retourne dans un de ses anciens clubs, l'Associazione Calcio Cuneo 1905, remplaçant l'entraîneur limogé Danilo Bianco à la 5e journée, dans une équipe parmi les dernières du championnat. À la fin de la saison, il remporte le championnat avec 9 points d'avance sur le second au classement. Le Cuneo devient à nouveau champion d'Italie de sa catégorie en battant à Trévise en finale le Perugia. À la fin de la saison, il démissionne de l'équipe piémontaise.
En octobre 2011, il est appelé pour prendre les rênes du club de l'Associazione Sportiva Dilettantistica Junior Biellese Libertas, ex-équipe professionnelle qui évolue en Eccellenza Piemonte.

## Palmarès
| Juventus - Championnat Primavera (1) : - Champion : 1993-94. - Coppa Italia Primavera (1) : - Vainqueur : 1995. - Tournoi de Viareggio (1) : - Vainqueur : 1994. |  | Casal - Championnat d'Italie D5 (1) : - Champion : 2004. |  | Canavese - Championnat d'Italie D5 (1) : - Champion : 2007. |  | Alexandrie - Championnat d'Italie D5 (1) : - Champion : 2008. |  | Savone - Championnat d'Italie D5 (1) : - Champion : 2010. |  | Coni - Championnat d'Italie D5 (1) : - Champion : 2011, 2015 et 2017. |